# ソフィア・ルソワ
ソフィア・ルソワ (Sofia Rusova 旧姓 Lindfors、1856年2月18日 - 1940年2月5日) はウクライナの教育者で作家、女性の権利擁護者で政治活動家である。

## 幼少期
ソフィア・リンドフォル＝ルソワはウクライナの当時ロシア帝国領だった旧チェルニゴフ県リプキー(Ripky)地区の寒村オレシニア (Oleshnya) 生まれ(現チェルニーヒウ州リプキー・ラヨン)。父フェディル・リンドフォルはスウェーデン系で母アナ・ジェルヴェはフランス系、家族の日常会話はロシア語とフランス語で交わされていた。幼いときに姉ナタリアが10歳、兄ボロディミールが6歳で亡くなり、悲嘆にくれた母も肺炎で落命、姉のマリアは10代半ばで母親代わりをつとめることになった。一家でキーウに出た10歳のソフィアは、やがてキーウ初の女子ギムナジウムであるフンドクリーブ女子中等学校を卒業する。

## 教育者として
ルソワは教育者でありウクライナの国民教育に人生を捧げたことで著名であるが、没後60年を経て功績が再認識され、70年を経て、ようやくその教育者としての功績や遺徳をしのぶ品々や日記が一般のウクライナの人々に公開された。
父は1871年に他界し、姉マリア27歳、兄31歳オレキサンドルとソフィアが遺された。姉妹は小さなアパートを借りるとふたりだけの生活が始まる。ふたりとも父を亡くした寂しさから胸に大きな穴が開いたように感じ、憧れの父をならって、何か公の役に立つ仕事がしたいと願うようになる。相談の結果、当時はキーウに託児所や幼稚園がまったくなかったため、いくつかの選択肢から幼稚園を開園することに決める。手本になるものもなく、ゼロからのスタートを切った姉妹は就学前教育のさまざまな手法や方法論を勉強して、幼稚園経営を実現に移す。こうして1872年、ソフィア (当時は未婚) とマリアのリンドフォル姉妹の手でキーウ市内初の幼稚園が開設され、姉が経営に当たる。

## 政治的活動
国民的詩人タラス・シェフチェンコの詩集『コブザール』 (en)だが、ウクライナでは検閲を受け、事実上、文章の一部しか公刊されてこなかった。その背景には、次のような状況がある。
ウクライナの政治と軍事は1800年代にロシア帝国に自治権を掌握されて属国扱いを受け、やがて政治的にも属州に格下げされてウクライナ人は「小ロシア人」と呼ばれてしまう。ロシア帝国は1800年代後半には反ウクライナ感情を激しくあおり、皇帝アレクサンドル2世の統治下、秘密裏にエムス法を発布し、ウクライナ語の印刷物の発行が禁止される。
だが、ウクライナの知識人はこれを完全版2巻で出版しようと決めていた。名誉ある任務はソフィア・ルソワと夫のオレキサンドル・ルソフに託され、ふたりはプラハに滞在し出版の準備を整える。シェフチェンコの手稿は、著名な人類学者で考古学者でもあるフェディル・ヴォフ (Fedir Vovk)がウクライナ人の有志から集めた募金で原著者の兄弟から購入し、夫妻のもとに持ち込んだ。こうして発覚すると生命を落としかねない危険な作業を果たすと、夫妻はコブザール完全版をウクライナに持ち帰ることに成功する。

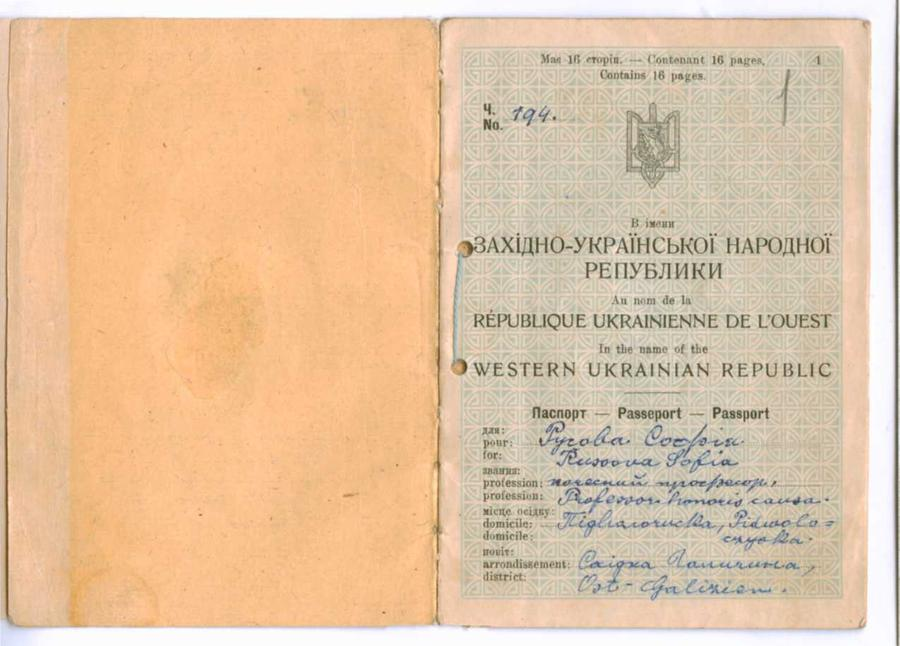
ソフィア・ルソワの旅券 (1922年・西ウクライナ人民共和国)

市民運動と政治運動に集中するにつれ、ソフィア・ルソワと夫は一度となく司直の追及を逃れサンクトペテルブルクへ脱出する。著述が「革命的な思想」であるという理由で、妻のソフィアは何度か逮捕されて獄中で過ごした。
1917年、ソフィア・ルソワは設立されたばかりのウクライナ中央議会に選出されると、教育省で就学前教育と成人教育に従事する。第一次世界大戦勃発時にはフレーベル教育研究所 (キーウ) で教育学教授を務め、戦後はイヴァン・オヒエンコ記念カームヤネツィ＝ポジーリシクィイ国民大学で教育学を教えた。
ウクライナ女性の代表として、ルソワは複数の国際女性会議に出席、またウクライナ女性評議会の創設メンバーであり初代名誉会長である。

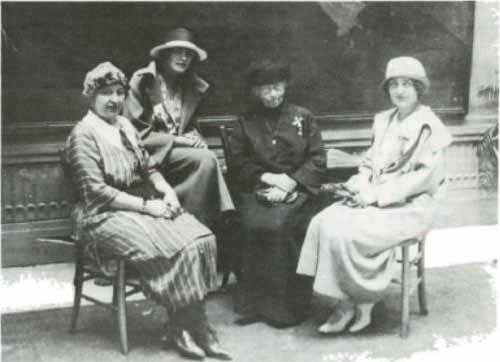
世界女性会議に出席するウクライナ代表団。右から2人目がS・ルソワ（1923年ローマ）

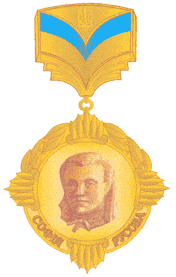
2005年創設のソフィア・ルソワ記念章（ウクライナ教育科学省）

ルソワは生涯、託児所と高等教育、人権と農民の政治運動を支持した。

1922年にウクライナ・ソビエト社会主義共和国を出国するとプラハに逃れ、1924年から1939年までウクライナ高等師範学校（ウクライナ語）で教壇に立つ。
1940年2月5日プラハで死去、84歳。埋葬地はオルシャンスケー墓地。

## 功績と顕彰
ソフィア・ルソワの生誕160年を迎えた2016年、ウクライナで額面2フリヴニャの記念貨幣が発行され、出身のリプキーでは学校の敷地に記念碑を建立、オレシニアの母校はソフィア・ルソワ小学校と改称。また2013年「世界観光の日」（9月27日）には、かねてからチェルニーヒウ州F・F・タルノウスカ顕彰館の専門家の監修のもと準備を進めてきた記念室が、ソフィア・ルソワ記念財団が入居する村内の建物で披露される。家族や教育活動の資料、あるいは子孫から寄託された遺愛の品を展示し、ルソワの功績にちなんだ学術ワークショップを開催する。

## 主な著作
- 革命論　Hervieu, Paul; Sofiâ Fedorìvna Rusova. 1906. V razgar revolûcii. サンクトペテルブルク: S. M. Muller.（ウクライナ語）OCLC 836730860
- 女性論　Sofiâ Fedorìvna Rusova. Našì viznačnì žìnki : lìteraturnì harakteristiki - silûeti : z nagodi ûvìlejnogo Ukraïns'kogo Žìnočogo Kongresu 1884-1934. Kolomiâ : "Žìnoča Dolâ", 1934.（ウクライナ語）OCLC 903327679
- 回顧録　Sofìâ Fedorìvna Rusova. Moï spomini. L'vìv : Vidavniča Kooperativa "Horticâ", 1937.（ウクライナ語）OCLC 840277125。
  - 同復刊　Sofiâ Fedorìvna Rusova; et al. Memuari : ŝodennik. Kiïv : Polìgrafkniga, 2004.（ウクライナ語）(復刊) OCLC 750002357。(Kiïvs'kij nacìonal'nij unìversitet ìmenì Tarasa Ševčenka. Centr ukraïnoznavstva et al.)　タラス・シェフチェンコ記念キエフ国立大学ウクライナ研究センターほか。
- Sofiâ Fedorìvna Rusova. Žittâ ukraïnśkogo ìdealìsta kìncâ XIX vìku Ol. Ol. Rusova.(S.l. : s.n., 1938)（ウクライナ語）OCLC 899921148
- 教育学　Sofiâ Fedorìvna Rusova. Vibranì pedagogìčnì tvori. Kiïv : Osvìta, 1996.（ウクライナ語）OCLC 802101543。